# Gradefes (kommun)
Gradefes är en kommun i Spanien.   Den ligger i provinsen Provincia de León och regionen Kastilien och Leon, i den norra delen av landet, 280 km nordväst om huvudstaden Madrid. Antalet invånare är 1 074.